# Estadio OmaSP
Estadio OmaSP (También conocido como Estadio de Fútbol de Seinäjoki) es un estadio de fútbol ubicado en la ciudad de Seinäjoki, Finlandia. En este estadio juega de local el SJK Seinäjoki de la Veikkausliiga, el estadio fue inaugurado en 2016 y tiene una capacidad de 6000 espectadores.
En febrero de 2017 Seinäjoki  american, equipo de fútbol Seinäjoki Crocodiles anunciaron que   serán locales en sus partidos en el Estadio OmaSP, desde el año 2017.
El estadio albergó la final de la Copa de Finlandia 2017, entre el HJK Helsinki y SJK Seinäjoki (1-0).

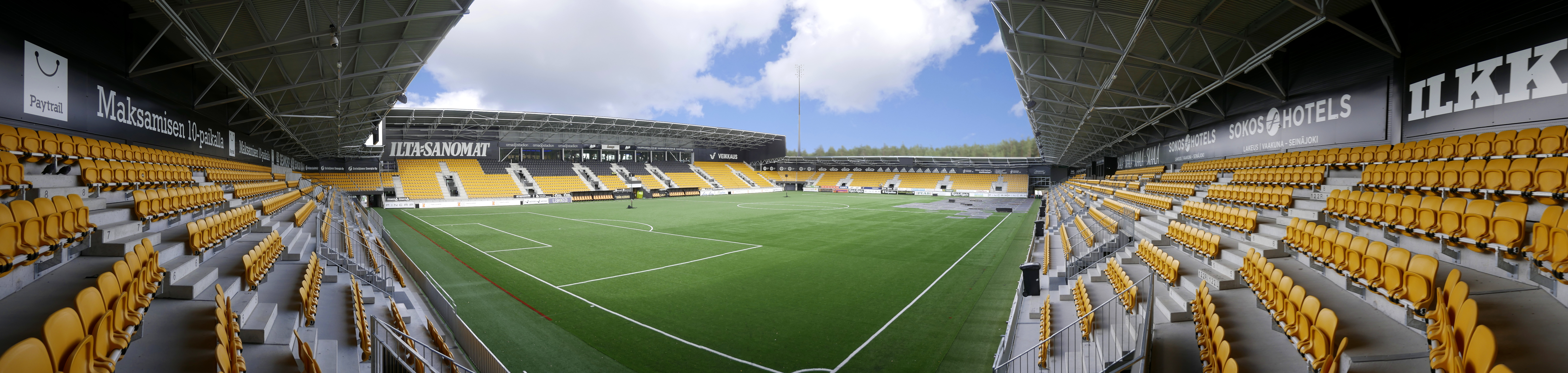
Panorámica del estadio.